# Käo (Elva)
Käo est une localité de la commune d'Elva, en Estonie.
Au 31 décembre 2011, il compte 47 habitants.